# Vụ hỏa hoạn nhà máy An Dương 2022
Vào lúc 16:22 ngày 21 tháng 11 năm 2022, một vụ cháy nhà máy xảy ra khiến 38 người thiệt mạng và hai người khác bị thương ở quận Văn Phong, thành phố An Dương, tỉnh Hà Nam, miền trung Trung Quốc. Theo truyền thông nhà nước, ngọn lửa bắt nguồn do "hàn điện trái phép".
Theo một tuyên bố của chính phủ, hơn 200 người giải cứu và 60 lính cứu hỏa đã chiến đấu với ngọn lửa, đồng thời cũng có các nhà tâm lý học đến hiện trường hỗ trợ người thân của các nạn nhân. Truyền thông nhà nước cho biết đám cháy bắt nguồn tại một cơ sở thuộc một công ty tư nhân nhỏ ở "khu công nghệ cao" của An Dương mà không nêu chi tiết về hoạt động của doanh nghiệp.